# 林德泉
林德泉，广东香山（今广东中山）人，是一名清朝政治人物。举人出身。
林德泉曾于1850年接替毓庆任青浦县知县一职，1851年由余龙光接任。